# Giro dell'Appennino 2003
Il Giro dell'Appennino 2003, sessantaquattresima edizione della corsa, si svolse il 1º maggio 2003, su un percorso di 200 km. La vittoria fu appannaggio dell'italiano Gilberto Simoni, che completò il percorso in 4h54'48", precedendo il lituano Marius Sabaliauskas e il russo Pavel Tonkov.

## Ordine d'arrivo (Top 10)
| Pos. | Corridore            | Squadra                  | Tempo    |
| ---- | -------------------- | ------------------------ | -------- |
| 1    | Gilberto Simoni      | Saeco                    | 4h54'48" |
| 2    | Marius Sabaliauskas  | Saeco                    | s.t.     |
| 3    | Pavel Tonkov         | CCC-Polsat               | a 1'37"  |
| 4    | Damiano Cunego       | Saeco                    | a 1'59"  |
| 5    | Luca Mazzanti        | Ceramiche Panaria-Fiordo | s.t.     |
| 6    | Leonardo Bertagnolli | Saeco                    | a 2'00"  |
| 7    | Tadej Valjavec       | Fassa Bortolo            | s.t.     |
| 8    | Mauro Facci          | Fassa Bortolo            | s.t.     |
| 9    | Uroš Murn            | Formaggi Pinzolo Fiavé   | a 4'26"  |
| 10   | Oscar Pozzi          | Tenax-Garda Calze        | s.t.     |